# Кронґ (Західнопоморське воєводство)
Кронґ (пол. Krąg) — село в Польщі, у гміні Полянув Кошалінського повіту Західнопоморського воєводства.
Населення — 202 особи (2011).

## Демографія
Демографічна структура станом на 31 березня 2011 року:
|          | Загалом | Допрацездатний вік | Працездатний вік | Постпрацездатний вік |
| -------- | ------- | ------------------ | ---------------- | -------------------- |
| Чоловіки | 106     | 26                 | 74               | 6                    |
| Жінки    | 96      | 20                 | 59               | 17                   |
| Разом    | 202     | 46                 | 133              | 23                   |